# Marketing & Media
Marketing & Media je týdeník o médiích, marketingové komunikaci a kreativitě v reklamě v České republice. První číslo týdeníku vyšlo v roce 2000, od února 2018 jej vydává nově vzniklé vydavatelství Forum Media, které ho převzalo z portfolia vydavatelství Economia, a.s.
Každé pondělí přináší aktuální informace o dění v oboru, ale i podrobné a analytické články ze světa marketingu, reklamy a médií. To vše je doplněno o data a komentáře. Periodikum doplňují pravidelně odborné tematické přílohy, samostatné i v rámci časopisu.
Titul je součástí mezinárodní sítě časopisů NIMM, zabývajících se marketingovou komunikací. V letech 2005, 2006 a 2007 se stal Časopisem roku pro kategorii business-to-business.

## Portál Mam.cz
Tištěný časopis doplňuje portál Mam.cz. Přináší především denní zpravodajský servis, obsahující zprávy z tuzemských agentur i vlastní exkluzivní zpravodajství. Dále nabízí uzamčený a zpoplatněný archiv, zdarma do něj mají vstup předplatitelé.

## Faktické údaje
- šéfredaktor: Filip Rožánek[1]
- náklad: 6 300 výtisků[2]
- formát: 240 × 340 mm
- počet stran: 28–40